# 月曜PLUS!
月曜PLUS!（げつようプラス）は、2022年4月12日から2024年3月までフジテレビと一部の系列局で火曜 0:25 - 0:55（JST、月曜深夜）に放送されている単発特別番組枠の名称である。本項では2023年10月から放送されている「日曜PLUS!」についても記述する。

## 概要
フジテレビは2022年4月改編にて2017年10月より放送されていた「ブレイクマンデー24」を廃止させ、新たに「月曜PLUS!」枠を立ち上げた。「水曜NEXT!」では2週連続の単発番組を入れ替えで放送しているのと同様に、本枠はクールごとの番組編成を行わず、1つの単発番組を2週間-3ヶ月程度の期間限定で放送しているほか、SNSの反響などに応じて続編を制作していく。
本枠は「SNSで話題になる企画」を放送することでブランディング向上を図る枠として位置づけている。第一弾となった「ここにタイトルを入力」の企画・演出した原田和実は本枠について「会議では視聴率の話は出ない」「面白いだけを考えられる環境」と語っている。さらに2022年10月改編以降は新設された「火曜ACTION!」、「水曜NEXT!」、「水曜RISE!」、既存の「ノイタミナ」、「+Ultra」とともに「ストリームZone」と位置付けられ、次世代のヒットコンテンツの創造に注力させるとしている。
そして「月曜PLIUS!」は、かつて火曜 0:25 - 0:55枠で放送されていた「MONDAY FOOTBALL」が復活することに伴い、2024年4月で終了する。2023年10月改編では、「深夜のハチミツ」が放送されていた「日曜RISE!」枠を「日曜PLUS!」に改め、日曜日にも増枠された。
「日曜PLUS!」は2024年10月以降、月1回放送のレギュラー番組の放送枠となっている。

## 放送された番組

### 放送された番組（月曜PLUS!）
| 放送日（フジテレビ）      | 番組名                                        | 出演 | 全放送回数 | 備考  |
| ------------------------- | --------------------------------------------- | --- | ---------- | ----- |
| 2022年4月12日 - 5月17日   | ここにタイトルを入力                          | 回によって異なる | 6回        | [ 4 ] |
| 2022年5月24日 - 8月30日   | ギャルフェス                                  | 平子祐希（アルコ&ピース） AYAKATEEN、加藤美佳、松田聖菜、Seira、石川茉綺、大木美里亜、Mimi、染谷リアナ、雨宮由乙花、りせり | 15回       | [ 5 ] |
| 2022年9月6日 - 12月13日   | 恋愛トキワ荘                                  | 長谷川忍（シソンヌ） 、森川葵 足立和平、中山ゆき、石橋慶、七瀬桜、れっぴー、ゆの                                           | 13回       | [ 3 ] |
| 2022年12月20日 - 27日     | オンナの出口調査                              | 篠原涼子、倉科カナ、山本舞香、ジェシー（SixTONES）                                                                         | 2回        | [ 6 ] |
| 2023年1月10日 - 3月14日   | THEスピリット～闘魂レスラー発掘プロジェクト～ | 安田顕、長谷川忍（シソンヌ）、池田美優、豊崎由里絵、オカダ・カズチカ                                                       | 10回       | [ 7 ] |
| 2023年4月11日 - 2024年3月 | コムドットって何?                             | コムドット |            | [ 8 ] |

### 放送された番組（日曜PLUS!）
| 放送日（フジテレビ）           | 番組名                                          | 出演 | 備考 |
| ------------------------------ | ----------------------------------------------- | --- | ---- |
| 2023年10月16日 - 11月13日      | さしフワご相談ナイト（第1期）                   | 指原莉乃、フワちゃん |      |
| 2023年11月26日 - 2024年1月29日 | あのちゃんのささやかな気持ちですが…             | あの |      |
| 2024年2月11日 - 3月11日        | さしフワご相談ナイト（第2期）                   | 指原莉乃、フワちゃん |      |
| 2024年3月18日 - 25日           | NEWS MEG（第1期）                               | YOU、MEGUMI |      |
| 2024年5月20日 - 6月10日        | モルブラ！〜モルック街ブラバラエティ〜（第1期） | 森田哲矢（さらば青春の光）、みなみかわ、溜口佑太朗（ラブレターズ）、カナイ、数原龍友（GENERATIONS）、岸本理沙（フジテレビアナウンサー）、庄野数馬 |      |
| 2024年6月17日・7月15日         | NEWS MEG（第2期）                               | YOU、MEGUMI |      |
| 2024年7月22日・8月5日          | ボタニカルを愛でたい                            | いとうせいこう 村田あやこ |      |
| 2024年8月19日 -9月16日         | モルブラ！〜モルック街ブラバラエティ〜（第2期） | 森田哲矢（さらば青春の光）、みなみかわ、溜口佑太朗（ラブレターズ）、カナイ、数原龍友（GENERATIONS）、岸本理沙（フジテレビアナウンサー）、庄野数馬 |      |
| 2024年9月23日 - 9月30日        | 心のベストテン                                  | 大谷ノブ彦（ダイノジ） 柴那典 |      |
| 2024年10月7日                  | ボタニカルを愛でたい 傑作選                     | いとうせいこう 村田あやこ |      |
| 2024年11月4日                  | フジアナch.                                     | |      |
| 2024年12月2日                  | どれ見る!?会議                                  | |      |
| 2024年12月30日                 | ボタニカルを愛でたい                            | いとうせいこう 村田あやこ |      |
| 2025年2月3日                   | ENDRECHERI MIX AND YOU FES FUNK ＆ FUNK         | ENDRECHERI |      |
| 2025年3月10日                  | 心のベストテン                                  | 大谷ノブ彦（ダイノジ） 柴那典 |      |
| 2025年4月28日                  | ENDRECHERI MIX AND YOU FES FUNK ＆ FUNK         | ENDRECHERI |      |
| 2025年5月26日                  | 進化のハチミツ                                  | 京極風斗、足腰げんき教室、センチネル、生ファラオ、マリーマリー                                                                                    |      |
| 2025年6月9日                   | バカリゲム                                      | バカリズム |      |

#### 月1回レギュラー番組
| 放送日（フジテレビ）                        | 番組名                       | 出演                | 備考 |
| ------------------------------------------- | ---------------------------- | ------------------- | ---- |
| 2024年10月14日 -（第2月曜日）               | 萩原利久のwkwkはぎわランド   | 小島よしお 萩原利久 |      |
| 2024年10月21日 -（第3月曜日）               | NEWS小山のおしゃキャン!どう? | 小山慶一郎（NEWS)   |      |
| 2024年10月28日 - 2025年3月31日（第4月曜日） | 何するカトゥーン?            | KAT-TUN             |      |
| 2025年5月5日 - （第1月曜日）                | 超特急のふじびじスクール!    | 超特急              |      |

## ネット局

### ネット局（月曜PLUS!）
| 放送対象地域 | 放送局       | 系列           | 放送日時         | 放送期間         | ネット状況 |
| ------------ | ------------ | -------------- | ---------------- | ---------------- | ---------- |
| 関東広域圏   | フジテレビ   | フジテレビ系列 | 火曜 0:25 - 0:55 | 2022年4月12日-   | 制作局     |
| 宮城県       | 仙台放送     | フジテレビ系列 | 火曜 0:25 - 0:55 | 2022年4月12日-   | 同時ネット |
| 福島県       | 福島テレビ   | フジテレビ系列 | 火曜 0:25 - 0:55 | 2022年12月20日 - | 同時ネット |
| 広島県       | テレビ新広島 | フジテレビ系列 | 火曜 1:25 - 1:55 |                  | 遅れネット |

### ネット局（日曜PLUS!）
| 放送対象地域 | 放送局     | 系列           | 放送日時         | 放送期間        | ネット状況 |
| ------------ | ---------- | -------------- | ---------------- | --------------- | ---------- |
| 関東広域圏   | フジテレビ | フジテレビ系列 | 月曜 0:58 - 1:25 | 2023年10月3日 - | 制作局     |